# Big Brother Brasil 6
Big Brother Brasil 6 foi a sexta temporada do reality show brasileiro Big Brother Brasil, exibida pela TV Globo entre 10 de janeiro e 28 de março de 2006, com 78 dias de confinamento. Foi apresentada por Pedro Bial e dirigida por José Bonifácio Brasil de Oliveira, o Boninho.
Ocorreram as habituais mudanças na casa, mais notadas no quarto do Líder que acoplava um hidro-spa, e na piscina em novo formato. Registrou uma média de 43 pontos, uma boa audiência, porém uma queda de 4 pontos em relação a edição anterior.
A edição terminou com a vitória da auxiliar de enfermagem Mara Viana, que recebeu 47% dos votos. O prêmio foi de um milhão de reais sem o desconto de impostos.

## Geral
Esta foi a terceira e última edição consecutiva do programa onde dois participantes foram escolhidos por sorteio. Os sorteados, inscritos através de um número de telefone, foram Agustinho e Mara, que tornaria-se mais tarde a vencedora da temporada.
Outra situação foi a inserção de um participante no meio do jogo, ou melhor, dois. Eram os gêmeos Djair e Djairo, que se passaram por uma única pessoa na "Prova do Anjo". A brincadeira consistia em adivinhar que eram gêmeos, mas nenhum participante conseguiu descobrir.
Esta foi a primeira edição em que os poderes do anjo e do Líder poderiam ser obtidos por mais de uma pessoa ao mesmo tempo. Somente onze anos depois (no BBB 17), seria possível mais de um participante obter o poder do anjo simultaneamente.

## Participantes
- As informações referentes a idade e profissão dos participantes estão de acordo com o momento em que ingressaram no programa.

| Participante                        | Idade | Ocupação                  | Origem                           | Resultado                               | Ref.   |
| ----------------------------------- | ----- | ------------------------- | -------------------------------- | --------------------------------------- | ------ |
| Maria Nilza Viana dos Santos (Mara) | 33    | Auxiliar de enfermagem    | Camacan, Bahia                   | Vencedora em 28 de março de 2006        | [ 5 ]  |
| Mariana Silva Felício               | 20    | Modelo                    | São Manuel, São Paulo            | 2º lugar em 28 de março de 2006         | [ 6 ]  |
| Rafael Valério Vieira Valente       | 26    | Professor                 | São José do Rio Preto, São Paulo | 3º lugar em 28 de março de 2006         | [ 7 ]  |
| Agustinho Fernandes Mendonça        | 35    | Fiscal de atendimento     | Rio de Janeiro, Rio de Janeiro   | 11º eliminado em 26 de março de 2006    | [ 8 ]  |
| Cláudio Gustavo Aguiar Borges       | 28    | Tradutor                  | Belo Horizonte, Minas Gerais     | 10º eliminado em 21 de março de 2006    | [ 9 ]  |
| Iran Alves Gomes da Silva           | 29    | Compositor                | Rio de Janeiro, Rio de Janeiro   | 9º eliminado em 14 de março de 2006     | [ 10 ] |
| Carlos Renê Issa Castello           | 28    | Advogado                  | São Bernardo do Campo, São Paulo | 8º eliminado em 7 de março de 2006      | [ 11 ] |
| Inês Carolina Adão Gomes            | 21    | Estudante de Fisioterapia | Rio de Janeiro, Rio de Janeiro   | 7ª eliminada em 28 de fevereiro de 2006 | [ 12 ] |
| Thaís Guimarães Cavaleiro Macêdo    | 27    | Psicóloga                 | Belém, Pará                      | 6ª eliminada em 21 de fevereiro de 2006 | [ 13 ] |
| Léa Alves Ferreira                  | 25    | Motogirl                  | São Paulo, São Paulo             | 5ª eliminada em 14 de fevereiro de 2006 | [ 14 ] |
| Roberta Garcia Brasil               | 22    | Bailarina                 | Fortaleza, Ceará                 | 4ª eliminada em 7 de fevereiro de 2006  | [ 15 ] |
| Daniel Figueredo Saullo             | 25    | Modelo                    | Passa Quatro, Minas Gerais       | 3º eliminado em 31 de janeiro de 2006   | [ 16 ] |
| Daniel Ract Costa (Dan)             | 25    | Consultor técnico         | São Paulo, São Paulo             | 2º eliminado em 24 de janeiro de 2006   | [ 17 ] |
| Juliana Soares Canabarro            | 23    | Promotora de eventos      | Porto Alegre, Rio Grande do Sul  | 1ª eliminada em 17 de janeiro de 2006   | [ 18 ] |

## Histórico
|                  | Sem 1                     | Sem 2                    | Sem 3                       | Sem 4                     | Sem 5                    | Sem 6                     | Sem 7                  | Sem 8                       | Sem 9                    | Sem 10                      | Sem 11                      | Sem 11                  | Votos recebidos |  |
| Dia 75           | Sem 1                     | Sem 2                    | Sem 3                       | Sem 4                     | Sem 5                    | Sem 6                     | Sem 7                  | Sem 8                       | Sem 9                    | Sem 10                      | Final                       |                         | Votos recebidos |  |
| ---------------- | ------------------------- | ------------------------ | --------------------------- | ------------------------- | ------------------------ | ------------------------- | ---------------------- | --------------------------- | ------------------------ | --------------------------- | --------------------------- | ----------------------- | --------------- |  |
| Líder            | Agustinho                 | Inês                     | Inês Iran                   | Iran                      | Agustinho                | Carlos                    | Gustavo                | Mariana                     | Mara                     | Mariana                     | Rafael                      | (nenhum)                |                 |  |
| Anjo             | Thaís                     | Carlos Roberta           | Thaís                       | Carlos                    | Mariana                  | (nenhum)                  | Mara                   | Carlos                      | Gustavo                  | (nenhum)                    | (nenhum)                    | (nenhum)                |                 |  |
| Imunizado        | Léa                       | Daniel                   | Roberta                     | Inês                      | Carlos                   | (nenhum)                  | Agustinho              | Iran                        | Mariana                  | (nenhum)                    | (nenhum)                    | (nenhum)                |                 |  |
| Indicado (Líder) | Juliana                   | Carlos                   | Daniel                      | Roberta                   | Léa                      | Thaís                     | Mara                   | Agustinho                   | Rafael                   | Agustinho                   | Mara                        | (nenhum)                |                 |  |
| Indicado (Casa)  | Inês                      | Dan                      | Agustinho                   | Rafael                    | Rafael                   | Gustavo                   | Inês                   | Carlos                      | Iran                     | Gustavo                     | Agustinho                   | (nenhum)                |                 |  |
|                  |                           |                          |                             |                           |                          |                           |                        |                             |                          |                             |                             |                         |                 |  |
| Mara             | Daniel                    | Dan                      | Carlos                      | Rafael                    | Thaís                    | Gustavo                   | Rafael                 | Gustavo                     | Líder                    | Gustavo                     | Agustinho                   | Vencedora (Dia 78)      | 10              |  |
| Mariana          | Inês                      | Agustinho                | Rafael                      | Léa                       | Rafael                   | Iran                      | Iran                   | Carlos                      | Iran                     | Líder                       | Não elegível                | 2º lugar (Dia 78)       | 3               |  |
| Rafael           | Dan                       | Dan                      | Thaís                       | Mara                      | Inês                     | Mara                      | Inês                   | Carlos                      | Iran                     | Gustavo                     | Líder                       | 3º lugar (Dia 78)       | 13              |  |
| Agustinho        | Líder                     | Dan                      | Rafael                      | Léa                       | Líder                    | Gustavo                   | Inês                   | Carlos                      | Gustavo                  | Gustavo                     | Não elegível                | Eliminado (Dia 76)      | 10              |  |
| Gustavo          | Thaís                     | Léa                      | Agustinho                   | Rafael                    | Rafael                   | Agustinho                 | Líder                  | Mara                        | Iran                     | Rafael                      | Eliminado (Dia 71)          | Eliminado (Dia 71)      | 10              |  |
| Iran             | Dan                       | Dan                      | Líder                       | Líder                     | Rafael                   | Inês                      | Inês                   | Mara                        | Gustavo                  | Eliminado (Dia 64)          | Eliminado (Dia 64)          | Eliminado (Dia 64)      | 9               |  |
| Carlos           | Inês                      | Léa                      | Agustinho                   | Thaís                     | Thaís                    | Gustavo                   | Inês                   | Rafael                      | Eliminado (Dia 57)       | Eliminado (Dia 57)          | Eliminado (Dia 57)          | Eliminado (Dia 57)      | 9               |  |
| Inês             | Daniel                    | Líder                    | Líder                       | Rafael                    | Rafael                   | Iran                      | Carlos                 | Eliminada (Dia 50)          | Eliminada (Dia 50)       | Eliminada (Dia 50)          | Eliminada (Dia 50)          | Eliminada (Dia 50)      | 11              |  |
| Thaís            | Mara                      | Iran                     | Mariana                     | Carlos                    | Inês                     | Mara                      | Eliminada (Dia 43)     | Eliminada (Dia 43)          | Eliminada (Dia 43)       | Eliminada (Dia 43)          | Eliminada (Dia 43)          | Eliminada (Dia 43)      | 7               |  |
| Léa              | Carlos                    | Mariana                  | Carlos                      | Mariana                   | Iran                     | Eliminada (Dia 36)        | Eliminada (Dia 36)     | Eliminada (Dia 36)          | Eliminada (Dia 36)       | Eliminada (Dia 36)          | Eliminada (Dia 36)          | Eliminada (Dia 36)      | 5               |  |
| Roberta          | Gustavo                   | Iran                     | Agustinho                   | Mara                      | Eliminada (Dia 29)       | Eliminada (Dia 29)        | Eliminada (Dia 29)     | Eliminada (Dia 29)          | Eliminada (Dia 29)       | Eliminada (Dia 29)          | Eliminada (Dia 29)          | Eliminada (Dia 29)      | 1               |  |
| Daniel           | Inês                      | Thaís                    | Agustinho                   | Eliminado (Dia 22)        | Eliminado (Dia 22)       | Eliminado (Dia 22)        | Eliminado (Dia 22)     | Eliminado (Dia 22)          | Eliminado (Dia 22)       | Eliminado (Dia 22)          | Eliminado (Dia 22)          | Eliminado (Dia 22)      | 3               |  |
| Dan              | Mara                      | Agustinho                | Eliminado (Dia 15)          | Eliminado (Dia 15)        | Eliminado (Dia 15)       | Eliminado (Dia 15)        | Eliminado (Dia 15)     | Eliminado (Dia 15)          | Eliminado (Dia 15)       | Eliminado (Dia 15)          | Eliminado (Dia 15)          | Eliminado (Dia 15)      | 6               |  |
| Juliana          | Inês                      | Eliminada (Dia 8)        | Eliminada (Dia 8)           | Eliminada (Dia 8)         | Eliminada (Dia 8)        | Eliminada (Dia 8)         | Eliminada (Dia 8)      | Eliminada (Dia 8)           | Eliminada (Dia 8)        | Eliminada (Dia 8)           | Eliminada (Dia 8)           | Eliminada (Dia 8)       | 1               |  |
|                  |                           |                          |                             |                           |                          |                           |                        |                             |                          |                             |                             |                         |                 |  |
| Notas            | (nenhuma)                 | (nenhuma)                | (nenhuma)                   | (nenhuma)                 | (nenhuma)                | 1                         | (nenhuma)              | 2                           | (nenhuma)                | (nenhuma)                   | 3                           | 4                       |                 |  |
| Paredão          | Inês Juliana              | Carlos Dan               | Agustinho Daniel            | Rafael Roberta            | Léa Rafael               | Gustavo Thaís             | Inês Mara              | Agustinho Carlos            | Iran Rafael              | Agustinho Gustavo           | Agustinho Mara              | Mara Mariana Rafael     |                 |  |
| Eliminado        | Juliana 52% para eliminar | Dan 69% para eliminar    | Daniel 67% para eliminar    | Roberta 76% para eliminar | Léa 71% para eliminar    | Thaís 57% para eliminar   | Inês 78% para eliminar | Carlos 59% para eliminar    | Iran 63% para eliminar   | Gustavo 63% para eliminar   | Agustinho 52% para eliminar | Rafael 19% para vencer  |                 |  |
| Eliminado        | Juliana 52% para eliminar | Dan 69% para eliminar    | Daniel 67% para eliminar    | Roberta 76% para eliminar | Léa 71% para eliminar    | Thaís 57% para eliminar   | Inês 78% para eliminar | Carlos 59% para eliminar    | Iran 63% para eliminar   | Gustavo 63% para eliminar   | Agustinho 52% para eliminar | Mariana 34% para vencer |                 |  |
| Eliminado        | Juliana 52% para eliminar | Dan 69% para eliminar    | Daniel 67% para eliminar    | Roberta 76% para eliminar | Léa 71% para eliminar    | Thaís 57% para eliminar   | Inês 78% para eliminar | Carlos 59% para eliminar    | Iran 63% para eliminar   | Gustavo 63% para eliminar   | Agustinho 52% para eliminar | Mara 47% para vencer    |                 |  |
| Outras %         | Inês 48% para eliminar    | Carlos 31% para eliminar | Agustinho 33% para eliminar | Rafael 24% para eliminar  | Rafael 29% para eliminar | Gustavo 43% para eliminar | Mara 22% para eliminar | Agustinho 41% para eliminar | Rafael 37% para eliminar | Agustinho 37% para eliminar | Mara 48% para eliminar      |                         |                 |  |

## Classificação geral
| Pos. | Participante       | Meio de indicação     | % dos votos | Eliminado em |
| ---- | ------------------ | --------------------- | ----------- | ------------ |
| 1    | Mara Viana         | Finalista             | 47%         | —            |
| 2    | Mariana Felício    | Finalista             | 34%         | —            |
| 3    | Rafael Valente     | Finalista             | 19%         | —            |
| 4    | Agustinho Mendonça | Casa (1 voto)         | 52%         | Semana 11    |
| 5    | Gustavo Borges     | Casa (3 votos)        | 63%         | Semana 10    |
| 6    | Iran Alves         | Casa (3 votos)        | 63%         | Semana 9     |
| 7    | Carlos Castello    | Casa (2 votos)        | 59%         | Semana 8     |
| 8    | Inês Gomes         | Casa (4 votos)        | 78%         | Semana 7     |
| 9    | Thaís Macedo       | Líder (Carlos)        | 57%         | Semana 6     |
| 10   | Léa Ferreira       | Líder (Agustinho)     | 71%         | Semana 5     |
| 11   | Roberta Brasil     | Líder (Iran)          | 76%         | Semana 4     |
| 12   | Daniel Saullo      | Líderes (Inês e Iran) | 67%         | Semana 3     |
| 13   | Dan Costa          | Casa (4 votos)        | 69%         | Semana 2     |
| 14   | Juliana Canabarro  | Líder (Agustinho)     | 52%         | Semana 1     |